# Wojtek

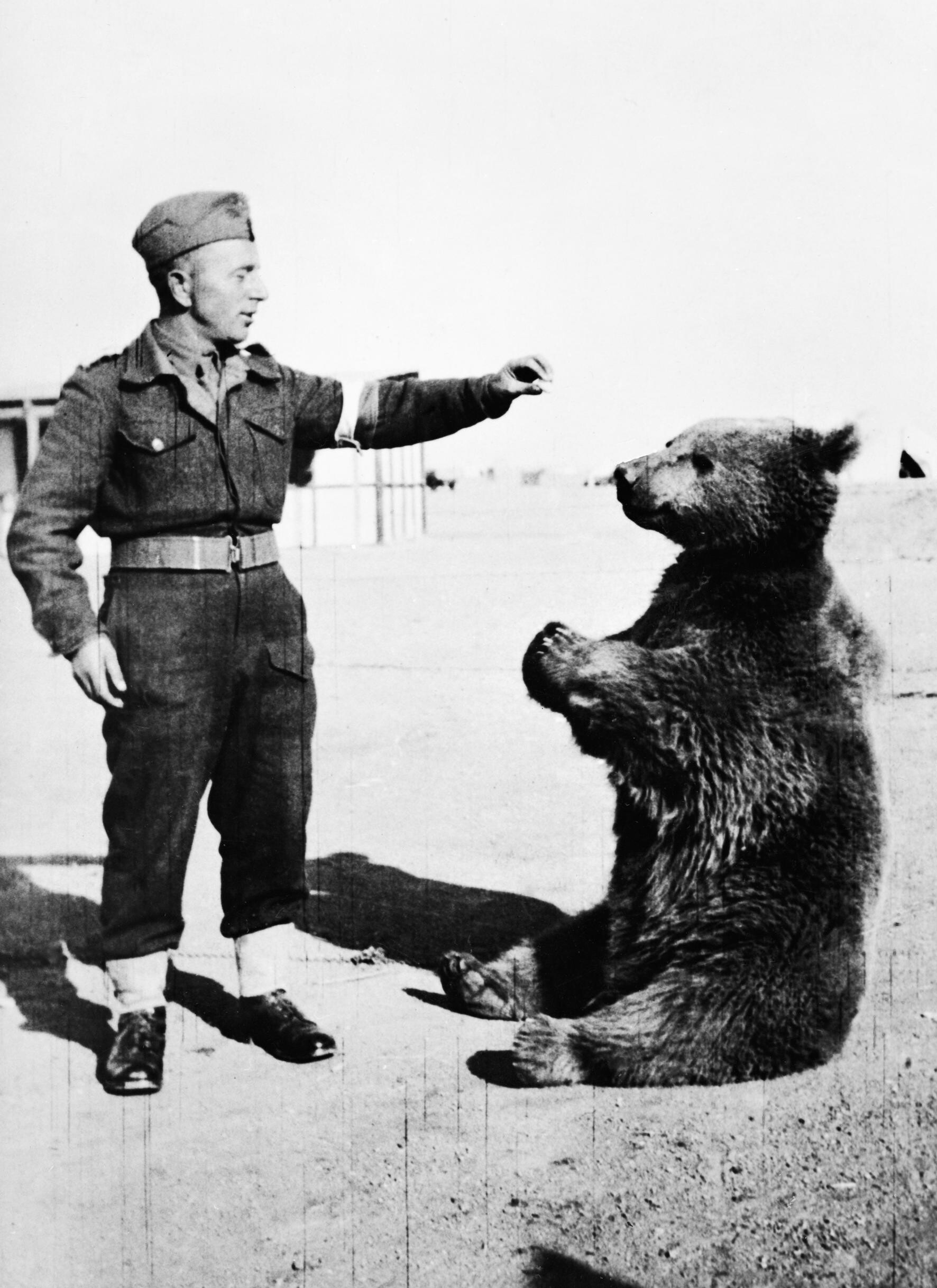
Wojtek

Wojtek was een Syrische bruine beer (Ursus arctos syriacus). Het dier is beroemd geworden als mascotte van het Tweede Poolse Legerkorps in de Tweede Wereldoorlog.
Wojtek werd in de winter van 1940 op 1941 geboren in de bergen rond Hamadan in Iran. Het dier werd door uit Rusland naar Irak gevluchte Poolse soldaten als jong gekocht van een Perzische jongen. De knaap had het tien weken oude jong gevonden buiten een grot waarin de moederbeer was neergeschoten door een jager. De jongen stopte het bijna verhongerde berenjong in een jute zak. Wojtek of Voytek is een aan de jongensnaam "Wojciech" ontleende koosnaam. In Irak formeerde de Poolse regering in ballingschap in Londen een nieuw Pools leger. Dit leger vocht aan de zijde van de Westelijke geallieerden tegen Italië en Duitsland.
Wojtek was opvallend tam en sociaal. Het dier werd daarom erg populair in het Poolse leger. De soldaten van het 22 Kompania Zaopatrywania Artylerii (22ste Artillerie Aanvoer Regiment) van het IIe Legerkorps gaven het dier een vaste plek op de voorbank van een van de legertrucks en het dier maakte, inmiddels als "Soldaat Ie Klasse bij het IIe Poolse Corps", de invasie in Sicilië, de landingen op het vasteland van Italië en de Slag om Monte Cassino mee. Het was niet ongebruikelijk dat Poolse en Russische legereenheden een beer als mascotte hielden.
Rond Wojtek of "Soldaat Beer" deden veel verhalen en anekdotes de ronde. Hij zou iedere avond bier hebben gedronken en sigaretten hebben gegeten. Hij sliep met een soldaat, een zekere Pjotr, onder een deken en stal damesondergoed. Wanneer soldaten bedroefd waren troostte Wojtek hen met een poot om de schouder. Aan het front hielp Wojtek munitie te verslepen en hij ontmaskerde met zijn fenomenale reukvermogen, volgens de verhalen, een spion.
Na de oorlog, en de ontbinding van het leger van de Vrije Polen in 1947, werd soldaat Wojtek gedemobiliseerd en aan de dierentuin van Edinburgh geschonken. Daar overleed hij op 15 november 1963.
In het Sikorski Museum in Londen, gewijd aan de strijd van de Vrije Polen, is een verzameling foto's van Wojtek bewaard gebleven. Over het dier verschenen ook verschillende artikelen, boeken en ten minste een kinderboek. Binnenkort verschijnt een animatiefilm met deze beer in de hoofdrol.